# Adam von Bistram
Le baron Adam Otto Wilhelm von Bistram, (en russe : Адам Иванович Бистром, Adam Ivanovitch Bistrom), né le 23 octobre 1774 à Merjama (gouvernement d'Estland), décédé le 17 octobre 1828 à Dresde, est un aristocrate allemand de la Baltique, sujet de l'Empire russe, qui fut officier de l'armée impériale russe.

## Famille
Adam von Bistram est le fils du colonel Hans Heinrich von Bistram  et de son épouse, née Hélène Charlotte von Tiesenhausen.
Son frère aîné, Karl von Bistram fut également un héros des Guerres napoléoniennes.

## Biographie
Il est issu d'une famille noble du gouvernement d'Estland (balte d'origine allemande), province incorporée à la Russie après la Grande guerre du Nord. Le 1er janvier 1782, Adam Ivanovitch von Bistram est inscrit au régiment Préobrajensky puis, en 1783, transféré au régiment Semionovski. En 1791, il est promu sergent et le 1er janvier 1793, élevé au grade de capitaine. Il rejoint alors un bataillon de chasseurs finlandais.
En 1794, il prend part à la campagne de répression menée contre les insurgés polonais.En 1804, il est promu lieutenant et commande entre 1806 et 1807 au sein d'un des bataillons d'infanterie de Lituanie.  À la tête de ses troupes, il s'illustre aux batailles d'Eylau (8 février 1807) et de Pułtusk (8 février 1807). À Eylau, une balle ennemie le blesse grièvement à la tête. Pour sa bravoure au cours des combats, il reçoit l'ordre de Saint-Vladimir (4e classe). Il prend part ensuite en Prusse aux batailles de Heilsberg (10 juin 1807) et de Friedland (14 juin 1807). Au cours de cette dernière bataille, un boulet de canon le blesse au thorax. Le 12 décembre 1807, Bistram est promu colonel. Le 6 mars 1808, il reçoit le commandement du 51e régiment de mousquetaires de Lituanie et il est engagé dans le conflit opposant la Russie à la Suède. Son régiment participent aux opérations militaires au nord de la Finlande. Sa bravoure au cours de cette guerre lui vaut l'Épée d'or avec l'inscription « Pour bravoure ». Le 19 octobre 1810, le 51e régiment de mousquetaires de Lituanie est renommé en 33e régiment de chasseurs, et il le commande à partir du 26 novembre 1810. En 1811, il prend le commandement de la 3e brigade de la 11e Division d'infanterie (1er et 33e régiment de chasseurs) qui est incorporée en 1812 à la 1re Armée de l'Ouest.
Au cours de la Guerre patriotique de 1812, du 25 juillet au 27 juillet 1812, Bistram combat les troupes françaises et leurs alliés à la bataille d'Ostrovno qui sont commandées par le maréchal Ney, le prince Eugène de Beauharnais et le maréchal Murat, pour la cavalerie. Du 16 juillet au 17 juillet 1812, Bistram affronte, sous les ordres du prince Bragation, la Grande Armée à la bataille de Smolensk. Il est impliqué le 7 septembre 1812 dans la sanglante bataille de Borodino à la tête d'une brigade. Son comportement héroïque au cours de cette bataille lui vaut l'ordre de Saint-Vladimir (3e classe).
Après cette défaite, l'Armée impériale de Russie se replie vers Moscou. Quant à Bistram, il est chargé de couvrir la retraite des troupes russes et il s'engage dans de multiples accrochages avec les troupes de Napoléon Ier. À Winkowo, il s'oppose de nouveau, le 18 octobre 1812, aux troupes napoléoniennes. Mais ce fut surtout, à la bataille de Maloyaroslavets que le baron démontra un grand courage. Le 24 octobre 1812 à cinq heures du matin, le général d'infanterie Dokhtourov ordonne au 33e régiment d'infanterie d'attaquer cette petite ville de la province de Kalouga. La 3e brigade composée d'un millier d'hommes et commandée par le colonel Bistram réussit à déloger les Français (cinq à six cents soldats) de la périphérie de la ville. Le baron ne quitte le champ de bataille de toute la journée. Il est promu sur la recommandation personnelle du Generalfeldmarschall Koutouzov au rang de major-général, le 28 avril 1813. Cette même année, il intègre une unité d'avant-garde. À Viazma, une nouvelle fois, il déploie une grande ardeur au combat et reçoit l'ordre de Saint-Georges (4e classe).

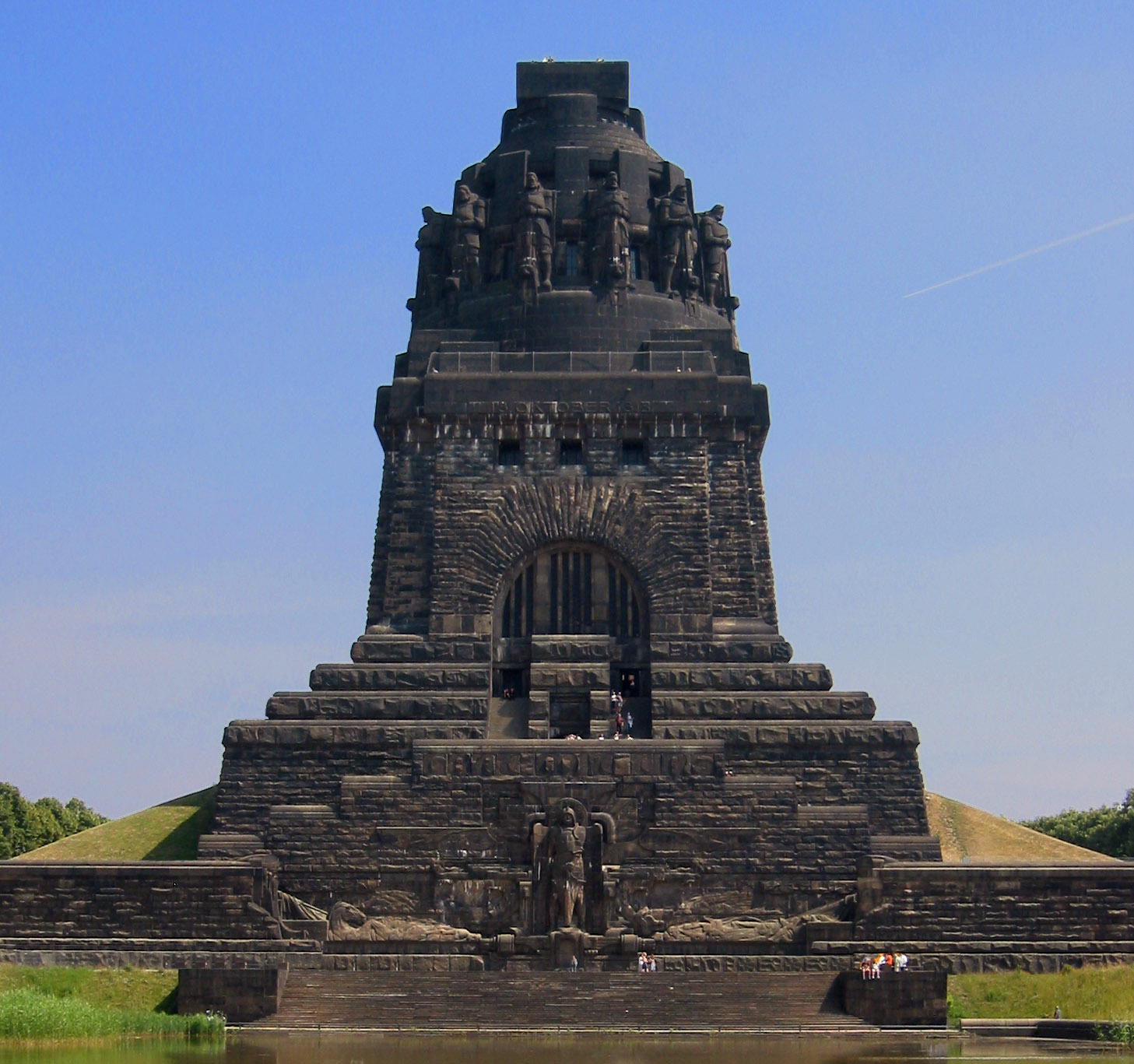
Monument de la bataille de Leipzig en Allemagne

Placé à l'avant-garde des troupes des puissances alliées, le major-général von Bistram participe à la bataille de Leipzig. Cette victoire lui vaut en récompense une épée d'or avec l'inscription « Pour bravoure », puis il combat au siège de Coblence. Il est blessé à l'épaule gauche, le 13 mars 1814, à la prise de Reims. Remis de sa blessure, il prend part à la prise de Montmartre et reçoit l'ordre de Saint-Georges (3e classe).
Le 16 décembre 1815, le major-général Bistram reçoit le commandement du régiment de la Garde Pavlovski. Il est élevé au grade de lieutenant-général, le 1er janvier 1826, et, le 14 mars 1825, il est admis à la suite de Sa Majesté Impériale.

## Décès
Le lieutenant-général Adam Ivanovitch Bistram décéda le 17 octobre 1828 à Dresde.

## Carrière militaire
- 1782-1783 : Régiment Préobrajensky;
- 1783-1793 : Régiment Semionovski;
- 1793-1808 : Bataillon de Chasseurs Finlandais;
- 6 mars 1808-19 octobre 1810 : 51e Régiment de Mousquetaires Litovski;
- 26 novembre 1810-1er septembre 1814 : 51e Régiment de Chasseurs Litovski renommé 33e Régiment de Chasseurs[8];
- 1811-1815 : 3e Brigade de la 11e Division d'infanterie (33e Régiment de Chasseurs);
- 16 décembre 1815-14 mars 1825 : Régiment Pavlovski.

## Distinctions militaires

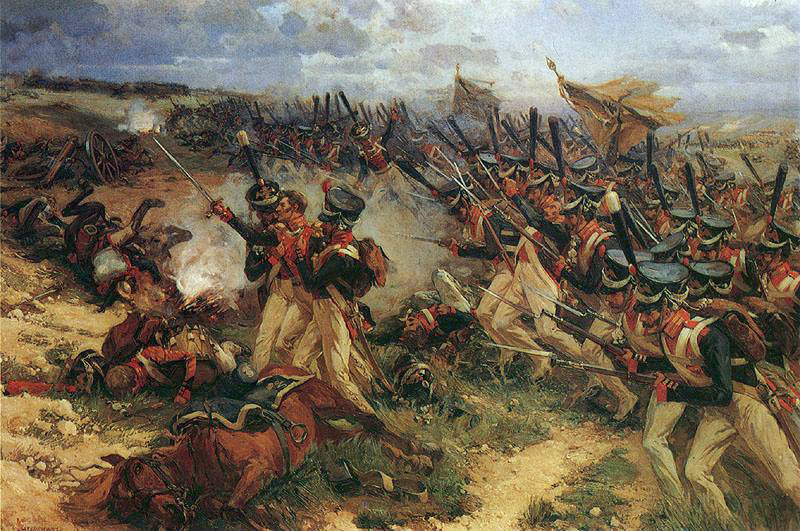
Attaque du Régiment de la Garde Moskovski au cours de la bataille de Borodino

- 1807 : Ordre de Saint-Vladimir (4e classe) ;
- 1809 : Épée d'or avec l'inscription « Pour bravoure » ;
- 1812 : Ordre de Saint-Vladimir (3e classe) ;
- 11 juillet 1813 : Ordre de Saint-Georges (4e classe) ;
- 1813 : Épée d'or avec l'inscription « Pour bravoure » (avec diamants) ;
- 18 mars 1814 : Ordre de Saint-Georges (3e classe) ;
- Ordre de l'Épée : (Ordre militaire suédois) ;
- Ordre de Saint-Jean de Jérusalem (Russie impériale) ;
- Ordre de Sainte-Anne (1re classe).

### Source
- Dictionnaire des généraux russe ayant combattu contre l'armée de Napoléon Bonaparte, (1812-1815)www.museum.ru